# Provenchères-et-Colroy
Provenchères-et-Colroy es una comuna nueva francesa situada en el departamento de Vosgos, de la región de Gran Este.

## Historia
Fue creada el 1 de enero de 2016, en aplicación de una resolución del prefecto de Vosgos de 22 de diciembre de 2015 con la unión de las comunas de Colroy-la-Grande y Provenchères-sur-Fave, pasando a estar el ayuntamiento en la antigua comuna de Provenchères-sur-Fave.

## Demografía
| Gráfica de evolución demográfica de Provenchères-et-Colroy entre 1800 y 2013 |
|                                                                              |

Los datos entre 1800 y 2013 son el resultado de sumar los parciales de las dos comunas que forman la nueva comuna de Provenchères-et-Colroy, cuyos datos se han cogido de 1800 a 1999, para las comunas de Colroy-la-Grande y Provenchères-sur-Fave de la página francesa EHESS/Cassini. Los demás datos se han cogido de la página del INSEE.

## Composición
| Comuna delegada       | Código INSEE | Población (2013) | Superficie (km²) | Densidad (hab./km²) |
| --------------------- | ------------ | ---------------- | ---------------- | ------------------- |
| Colroy-la-Grande      | 88112        | 535              | 11.86            | 45                  |
| Provenchères-sur-Fave | 88361        | 890              | 7.27             | 122                 |